# ロイヤルパインズホテル浦和

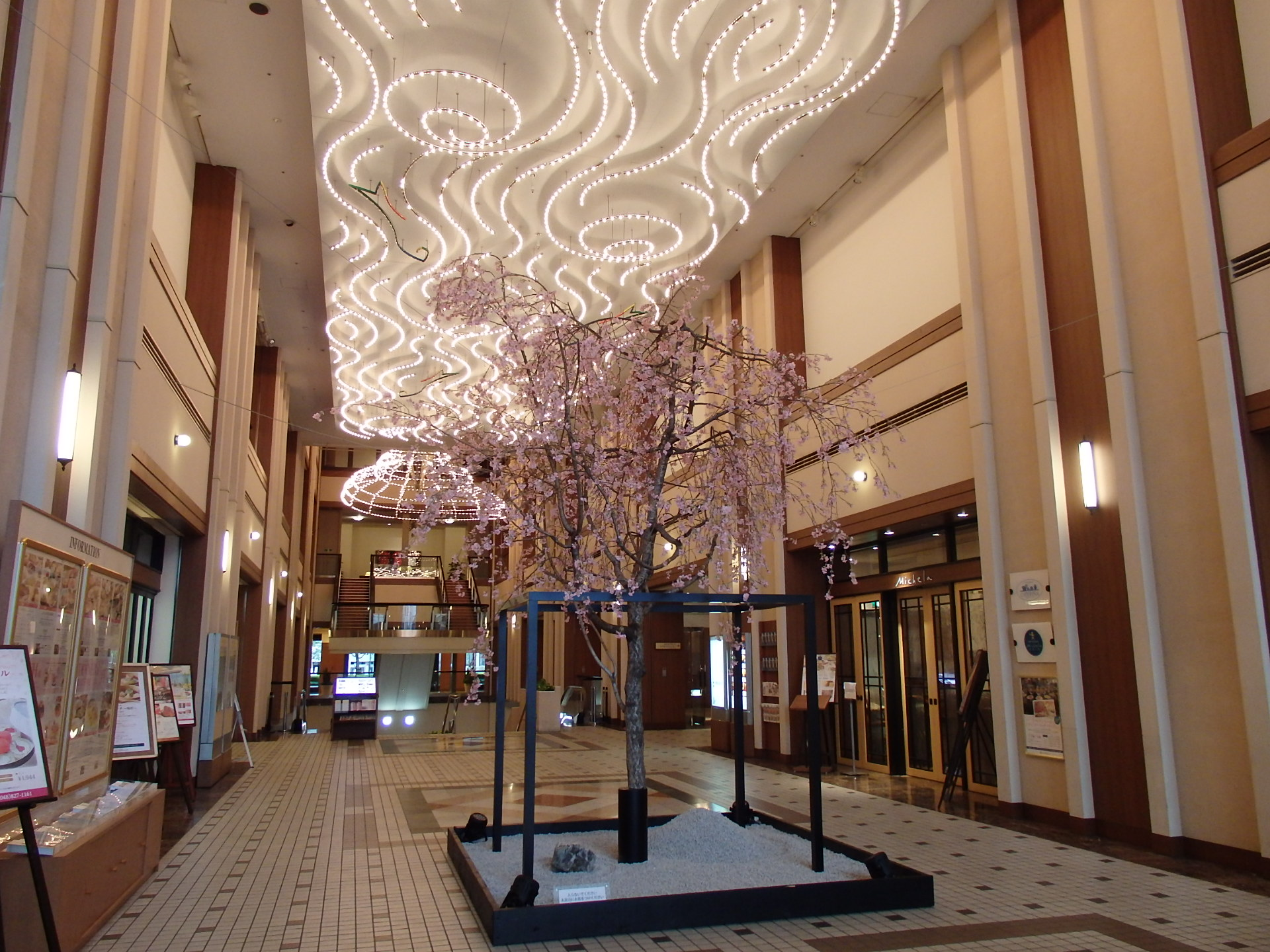
ホテル1階

ロイヤルパインズホテル浦和（ロイヤルパインズホテルうらわ、英: Royal Pines Hotel Urawa）は、埼玉県さいたま市浦和区仲町の浦和センチュリーシティ内にあるシティホテル。
ソラーレ ホテルズ アンド リゾーツ株式会社の100%子会社。

## 概要
旧中山道と市役所通り交差点に面する旧浦和市市庁舎跡地（浦和宿の一部）に、松下興産（2005年特別清算）と浦和市によって建設された浦和センチュリーシティの核テナントである。
地上20階地下3階建、高さ97 mは旧浦和市の区域では、タワーマンションを除けば最高層の商業建築であり、ホテルとしては開業以来現在まで、東京都以北の関東地方では最高層である。
県内のホテルでは唯一羽田空港へ直結する高速バスが運行されている。
国際会議等も行われる1500名収容のパーティー会場（スカイバンケット等）や、世界大会優勝シェフがいるレストラン、屋上庭園、うらわ美術館なども入居する総合グランドホテルとして親しまれている。

## 運営会社
松下興産はそれまで守口・妙高パインバレー・和歌山マリーナシティ・ロイヤルパインズリゾート（ゴールドコースト）の4ホテルをプリンスホテルへ運営委託していたが、ホテル最後発となる当施設から自社ブランドの「ロイヤルパインズホテル」として直営化した。その後、プリンスホテルとの契約終了により、2003年にかけて松下興産所有のプリンスホテルが「○○ロイヤルパインズホテル」に相次いで改称され、2000年代前半には「ロイヤルパインズホテルチェーン」が形成されていた。
2004年に松下興産の経営再建に乗り出した投資ファンドのエートス・キャピタルにより、2004年に株式会社ロイヤルパインズが設立され、守口・和歌山・浦和のホテル経営権が同社に移り、松下興産の資本を離れることになった。また、浦和センチュリーシティのホテル区分所有権についても証券化されることになった。
その後、2012年に「守口ロイヤルパインズホテル」が東海観光に買収され離脱。2013年10月に和歌山マリーナシティの取得を目的に株式会社黒潮市場（和歌山市）が株式会社ロイヤルパインズを買収することになったため、同年8月31日付で株式会社浦和ロイヤルパインズが設立され移管となった。チェーンが解体されたため、2013年10月以降は「ロイヤルパインズホテル」と称するようになっている（なお、2005年に売却済みの妙高パインバレーは2014年4月まで「パイン」の名称のみ存続していた）。
2016年2月に丸紅系のREIT・ユナイテッド・アーバン投資法人がジャパン・リート・アドバイザーズ株式会社を通じて浦和ロイヤルパインズホテルの不動産信託受益権を合同会社ユーアールピーから取得するとともに、ホテルの運営パートナーにソラーレ ホテルズ アンド リゾーツを選定させたことを発表。これに伴い、運営会社の浦和ロイヤルパインズはソラーレ ホテルズ アンド リゾーツ株式会社の100%子会社となった。

## 歴史
- 1976年（昭和51年） - 市役所機能が全面的に移転。更地になり、ホテル建設工事が決まるまで浦和市営中央駐車場となる。
- 1999年（平成11年）10月7日 - 浦和ロイヤルパインズホテルとして開業。
- 2006年（平成18年）6月24日 - 環境省主催の「第14回アジア太平洋環境会議（エコアジア2006）」が開催[5][6]。
- 2008年（平成20年）8月27日-8月29日 - 国連・外務省主催の「第20回国連軍縮会議 in さいたま」が開催[7][8][9][10]。
- 2010年（平成22年）8月25日-27日 - 「第22回国連軍縮会議 in さいたま」が開催[11][12][13][14]。
- 2013年（平成25年）11月12日 - 第64回九都県市首脳会議及び第8回首都圏連合フォーラムが開催[15]。
- 2015年（平成27年）9月28日 - 第1回社内デザートコンクール開催。受賞作品（最優秀賞1作品、優秀賞2作品）を10月23日から11月30日まで販売[1][16]。
- 2016年（平成28年）
  - 2月19日 - ユナイテッド・アーバン投資法人が当ホテルの不動産信託受益権を合同会社ユーアールピーから取得する旨を発表[3]。
  - 4月1日 - ソラーレ ホテルズ アンド リゾーツが運営会社である浦和ロイヤルパインズの株式を取得、同社の子会社となる[4]（ホテル名は変更せず）。
- 2017年（平成29年）4月1日 - 浦和駅～羽田空港間を結ぶ高速バスがホテル発着に変更。県内のホテルでは初めて羽田空港に直結することとなった[17][18][19]。
- 2019年（平成31年）1月1日 - ホテル名称をロイヤルパインズホテル浦和に変更[20]。

## 館内施設
20階
- スカイバンケットホール

19階
- アールピーアール（レストラン）
- BAR
- トップラウンジ

18階
- 彩湖（中国料理）

7階 - 18階
- 客室

6階
- 屋上庭園
- ガーデンチャペル

5階
- 四季彩（日本料理）
- 荒川（天ぷら料理）
- 赤松（旬彩）

4階
- ロイヤルクラウン（大宴会場）
- ロイヤルプリンセス（中宴会場）

3階
- うらわ美術館
- ゴールドルーム（中宴会場）
- プラチナルーム（中宴会場）
- 常盤・高砂（小宴会場）

2階
- ブライダルサロン
- 神殿
- 写真室
- 美容室
- 着付け室
- ブライダル衣装室
- ブライダル引出物SHOP
- さくらそう・ふじ・こぶし・やまぶき・さつき・つつじ（小宴会場）

1階
- ミケーラ（ブッフェレストラン）
- カテリーナ（パーティースペース）
- ラ・モーラ（ペストリー＆ベーカリショップ・カフェ）
- 日比谷花壇（フラワーショップ）
- リエベ（レディースウェア）
- アビステ（アクセサリーショップ）

地下1階
- タイグリス
- 京都きもの天陽
- Boutique ポロロッカ
- 美容室 コワフェルド エクセル
- 読売・日本テレビ文化センター浦和（よみうりカルチャー浦和）
- ITプレスクール
- ラダースポーツ

地下2階・地下3階
- 市営駐車場（286台）

## アクセス
鉄道
- JR各線「浦和駅」から徒歩7分

車
- 東北自動車道「浦和出口」9 km
- 首都高速5号池袋線「戸田南出口」6 km
- 首都高速埼玉大宮線「浦和南出口」4 km
- 東京外環自動車道「外環浦和出口」5 km

## 周辺
- 国道463号（越谷街道・旧中山道）
- 埼玉県道65号さいたま幸手線（旧中山道）
- 町谷本太線（市役所通り・越谷街道）
- 調神社
- 常盤公園
- 埼玉県庁
- 埼玉県警察本部
- さいたま市役所
- さいたま地方裁判所
- 仲町交差点
- ザ・パークハウス浦和タワー